# Stanisław Orzechowski (pisarz)

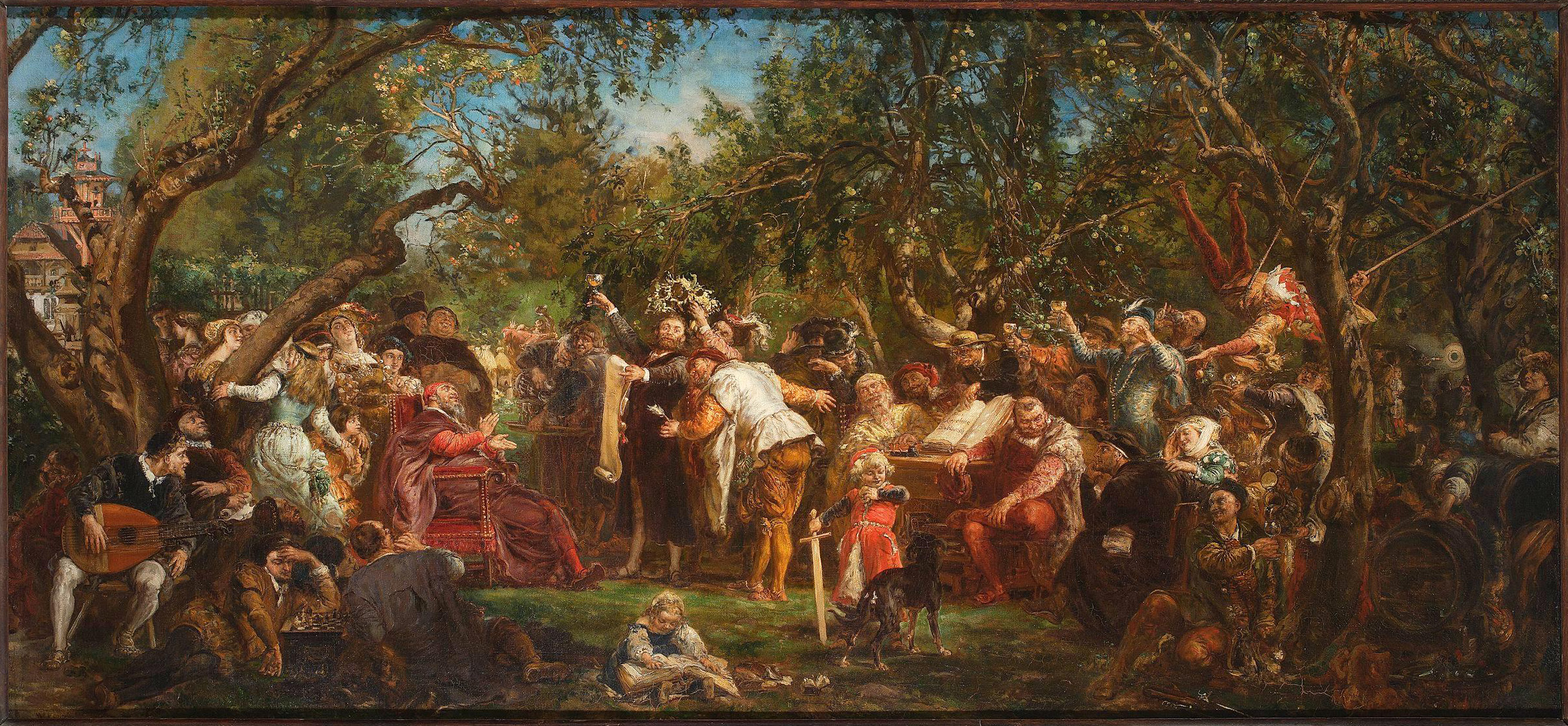
Jan Matejko Rzeczpospolita Babińska, 1881, Muzeum Narodowe w Warszawie, na obrazie Stanisław Pszonka w koronie ze słoneczników, arcybiskup gnieźnieński Mikołaj Dzierzgowski siedzi w fotelu, poeta i sekretarz królewski Andrzej Trzecieski z piórem w ręku obok Pszonki, wojewoda lubelski Piotr Firlej siedzi przy stoliku, Andrzej Frycz Modrzewski siedzi obok Firleja, Piotr Kaszowski w słomianym kapeluszu, Mikołaj Rej wsparty o stolik, ksiądz i pisarz Stanisław Orzechowski rozmawia z Rejem, jego żona Magdalena Chełmska huśta się obok, lutnista królewski Valentin Bakfark i lekarz-filozof Sebastian Petrycy siedzą na lewo pod drzewem, Jan Kochanowski z kronikarzem Marcinem Bielskim grają w szachy, heraldyk Bartosz Paprocki siedzi roześmiany za grającymi w szachy, ze wzniesionymi kielichami stoją magnaci: Jan Łaski, Mikołaj Oleśnicki i stolnik sandomierski Stanisław Lupa Podlodowski

Stanisław Orzechowski łac. Orichovius herbu Oksza (ur. 11 listopada 1513 w Przemyślu, zm. 1566) – ksiądz katolicki, kanonik przemyski, historyk, autor pism politycznych i religijnych okresu renesansu, ideolog złotej wolności szlacheckiej i ruchu obrony praw szlacheckich.
Uwieczniony na obrazie Jana Matejki pt. Rzeczpospolita Babińska.

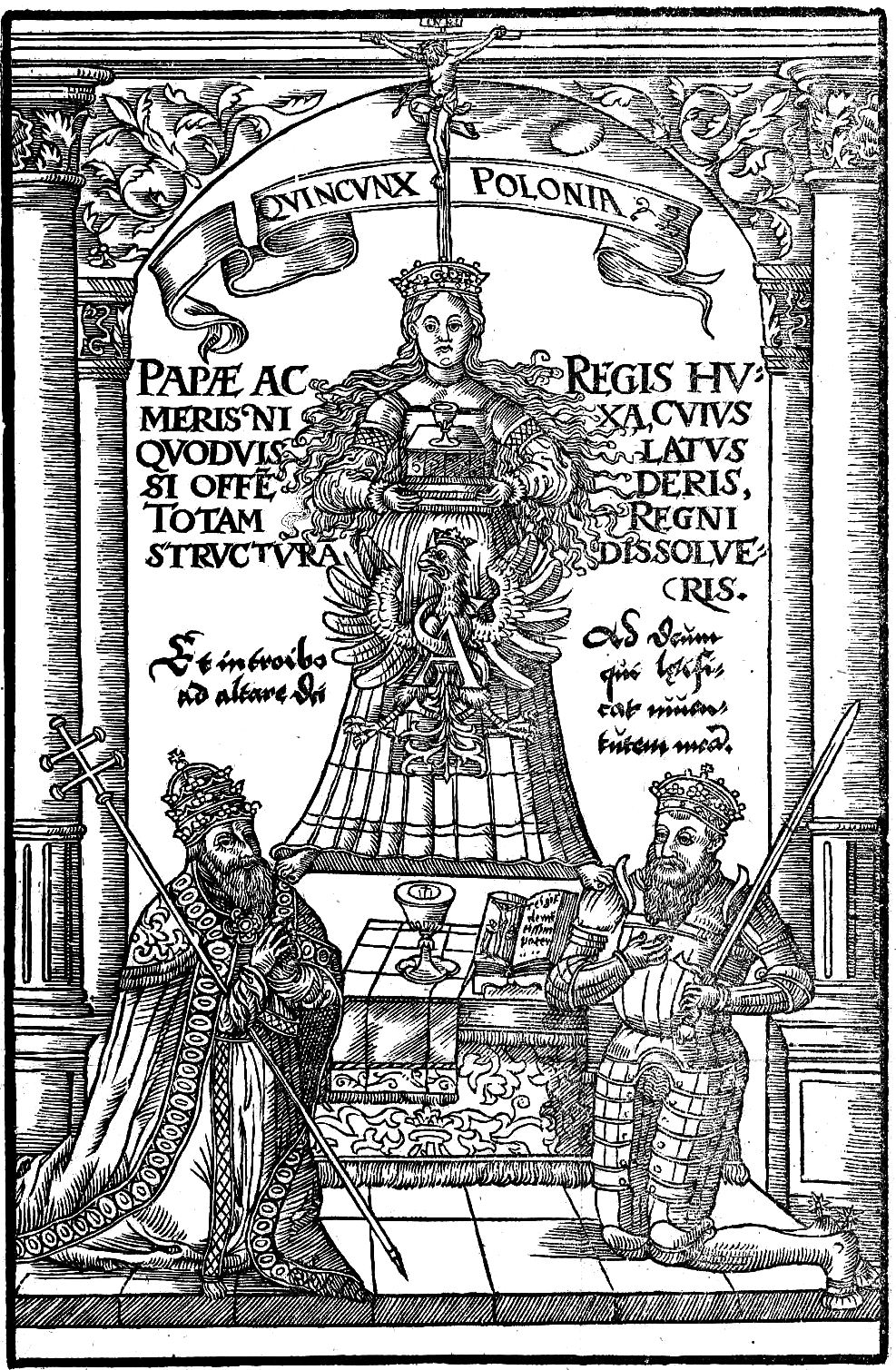
Symboliczne przedstawienie koncepcji ustroju Królestwa Polskiego z dzieła Stanisława Orzechowskiego Quincunx z 1564

## Życiorys

### Pochodzenie
Był synem pisarza ziemskiego przemyskiego Stanisława Orzechowskiego i Jadwigi Baranieckiej z Barańczyc, córki prawosławnego księdza. Rodzina Orzechowskich osiadła na ziemi przemyskiej w pierwszej połowie XV wieku, a jej gniazdem rodowym została wieś Orzechowce, od której przybrali nazwisko.

### Wykształcenie i kariera
Od młodych lat wyznaczony przez rodzinę do stanu duchownego. W wieku 12 lat otrzymuje kanonię przemyską, a 5 lat później probostwo w Żurawicy. Po pierwszych naukach w szkole katedralnej w Przemyślu, udaje się na studia do Krakowa, wpisując się w poczet żaków 5 sierpnia 1526. W 1528 udaje się na dalsze studia do Wiednia. Z powodu zagrożenia tureckiego w 1529 opuszcza miasto i kontynuuje naukę w Wittenberdze, gdzie poznaje Marcina Lutra. W 1532 udaje się na dalsze studia do Włoch, gdzie studiuje na uniwersytetach w Bolonii, Padwie i  Wenecji. W Rzymie poznał weneckiego dyplomatę Gasparo Contariniego, który wywarł na niego duży wpływ. We Włoszech zaprzyjaźnił się również z Marcinem Kromerem. W 1540 z prezenty Piotra Kmity otrzymuje probostwo w Pobiedniku (które zamienia w 1547 na Sanok). Po powrocie do Polski w 1541, pod naciskiem ojca, przyjmuje święcenie kapłańskie z rąk znajomego biskupa lwowskiego Piotra Starzechowskiego. W 1543 roku jako kanonik przemyski został ekskomunikowany przez biskupa Stanisława Tarłę za posiadanie wielu niezgodnych ze sobą beneficjów bez dyspensy Stolicy Apostolskiej oraz za nieobecność na synodzie diecezjalnym. Wyrok został później cofnięty, dzięki wstawiennictwu prymasa Piotra Gamrata. W 1547 nowy biskup przemyski Jan Dziaduski oskarżył Orzechowskiego o utrzymywanie błędów Rusi, gorszącego życia, książki na bezżeństwo kapłańskie. W tym czasie jego nieformalną żoną była niejaka Anna Zaparcianka, z którą miał potomstwo. Po pisemnym oświadczeniu wierności nauce Kościoła, wrócił chwilowo do łask. W 1549 zrzeka się probostwa w Żurawicy, rok później probostwa w Sanoku oraz kanonii przemyskiej. W 1550 urządza wesele w rodzinnej posiadłości ks. Marcinowi Krowickiemu. W zapusty 1551 sam żeni się w Lścinie z 16-letnią szlachcianką Magdaleną Chełmską. Pomimo wcześniejszego zrzeczenia się tytułów kościelnych, biskup Dziaduski ekskomunikuje Orzechowskiego, skazując na utratę dóbr oraz wygnanie z diecezji. Dzięki znajomości z Kmitą wyrok pozostaje w zawieszeniu aż do obrad Sejmu w Piotrkowie Trybunalskim. Mając poparcie ze strony kilku magnatów oraz mas szlacheckich wyrok został uchylony 17 lutego 1552, a sprawa przekazana do Rzymu. Papież Juliusz III, pod wpływem wydarzeń i nastrojów społeczeństwa w Królestwie Polskim zadecydował się na zwołanie synodu dla rozpatrzenia jego sprawy. W 1561 roku kazus księdza Orzechowskiego był tematem obrad synodu warmińskiego, który zdecydował o przekazaniu sprawy bezpośrednio do rozpatrzenia Piusowi IV. Papież uwolnił Stanisława Orzechowskiego od ciążącego na nim zarzutu herezji, jednak kwestię ważności zawartego małżeństwa poddał pod obrady soboru trydenckiego. Sobór nigdy jednak tego problemu nie rozpatrzył.
Jako ojciec rodziny gospodarzył w rodzinnym majątku w Żurowicach Długich (dziś Żurawiczki k. Przeworska), tu też powstało wiele z jego pism. Wypowiadał się nadal politycznie i działał jako szlachecki aktywista. Był przeciwnikiem haseł głoszonych przez Andrzeja Frycza Modrzewskiego i braci polskich. Po pogodzeniu się z Kościołem katolickim stał się zwolennikiem kontrreformacji. Nie oddalił od siebie Magdaleny Chełmskiej, z którą żył do końca życia oraz doczekał się pięciorga dzieci. Zmarł kilka miesięcy po żonie w 1566.

### Poglądy
Związał się ze szlacheckim obozem przeciwników polityki króla Zygmunta II Augusta i z obrońcami przywilejów szlacheckich, sympatyzował z luteranizmem. Był bardzo popularnym pisarzem politycznym, a także oratorem. Napisał dwie mowy antytureckie, nazywane Turcykami. W 1543 roku wygłosił słynną mowę tzw. pierwszą Turcykę, w której nawoływał do krucjaty antytureckiej. Rok później opublikował drugą Turcykę.
Stanisław Orzechowski znany jest głównie z powodu głoszonych przez siebie poglądów w kwestii dyscypliny kościelnej oraz postępowania, które wywołało wiele zamieszania w polskim Kościele rzymskokatolickim w XVI wieku. W 1547 roku w dziele De lege coelibatus Stanisław Orzechowski publicznie sprzeciwił się bezżeństwu księży i postępując zgodnie ze swoimi przekonaniami wyraził chęć ożenku z Anuchną z Brzozowa. Deklarację swoją tłumaczył koniecznością zapewnienia ciągłości swojego rodu.
Jako syn Rusinki dążył do równouprawnienia obrządków wschodniego i zachodniego. Sprzeciwiał się powtórnemu chrzczeniu Rusinów przechodzących na katolicyzm.

## Wydane pisma

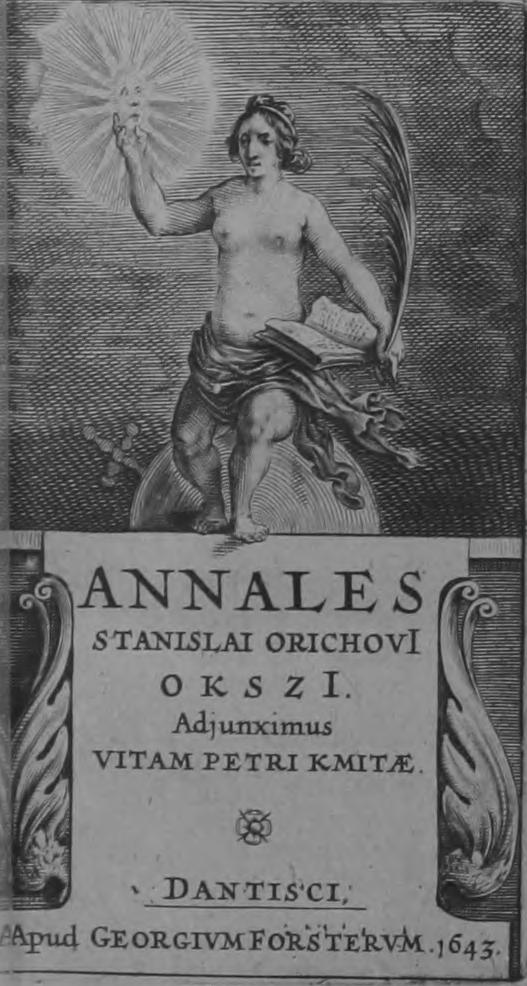
Strona tytułowa Kronik wydanych w 1643 w Gdańsku

- tzw. Turczyki I do Rycerstwa (łac. De bello adversus Turcas suscipiendo, Stanislai Orzechowski ad Equites Polonos oratio) (1543), wyd.: wyd. łac. Kraków 1543; wyd. pol. Kraków 1543; wyd. pol. Warszawa 1895
- tzw. Turczyki II do króla Zygmunta (łac. Ad Sigismundum Poloniae Regem Turcica secunda) (1544), wyd.: Kraków 1544; tłum. niem. 1544 obie części: Kraków, 1590 tłum. pol. J. Januszowskiego; Rzym 1594; Wrocław, 1826 tłum. pol. Z. Włyńskiego
- Fidelis Subditus (1543) [Wierny poddany] wyd.: Kraków, 1584; Lwów, 1632; Warszawa, 1697; Warszawa, 1900 w red. z 1543; Warszawa, 1908 w red. z 1548; tłum. pol. J. Januszowskiego z 1606, Kraków, 1921
- Baptismus Ruthenorum : Bulla de non rebaptisandis Ruthenis (1544) [przeciw powtórnemu chrzczeniu Rusinów], wyd. Kraków, 1544
- Pro ecclesia Christi ad Samuelem Macieiovium Episcopum Crac. (1546), wyd. Kraków, 1546
- De lege Coelibatus, contra Syricium in Concilio habita oratio (1547) [O prawie celibatu przeciw papieżowi Syrycyusowi], wyd. Bazylea, 1551 (polskie wydanie z 1547 zostało wpisane na indeks i spalone)
- Funebris Oratio (...), ad Equites Polonos, in funere Sigismundi Iagellonis Poloniae Regis (1548) [Mowa pogrzebowa na śmierć króla Zygmunta Starego], wydane: Kraków 1548; Wenecja, 1548; Bazylea, 1582 str. 33; Frankfurt, 1584 (str. 613)
- Pro Exequiis Sigismundi Iagellonis Poloniae Regis (1548) (do Jakuba Przyłuskiego), wyd. Kraków, 1548

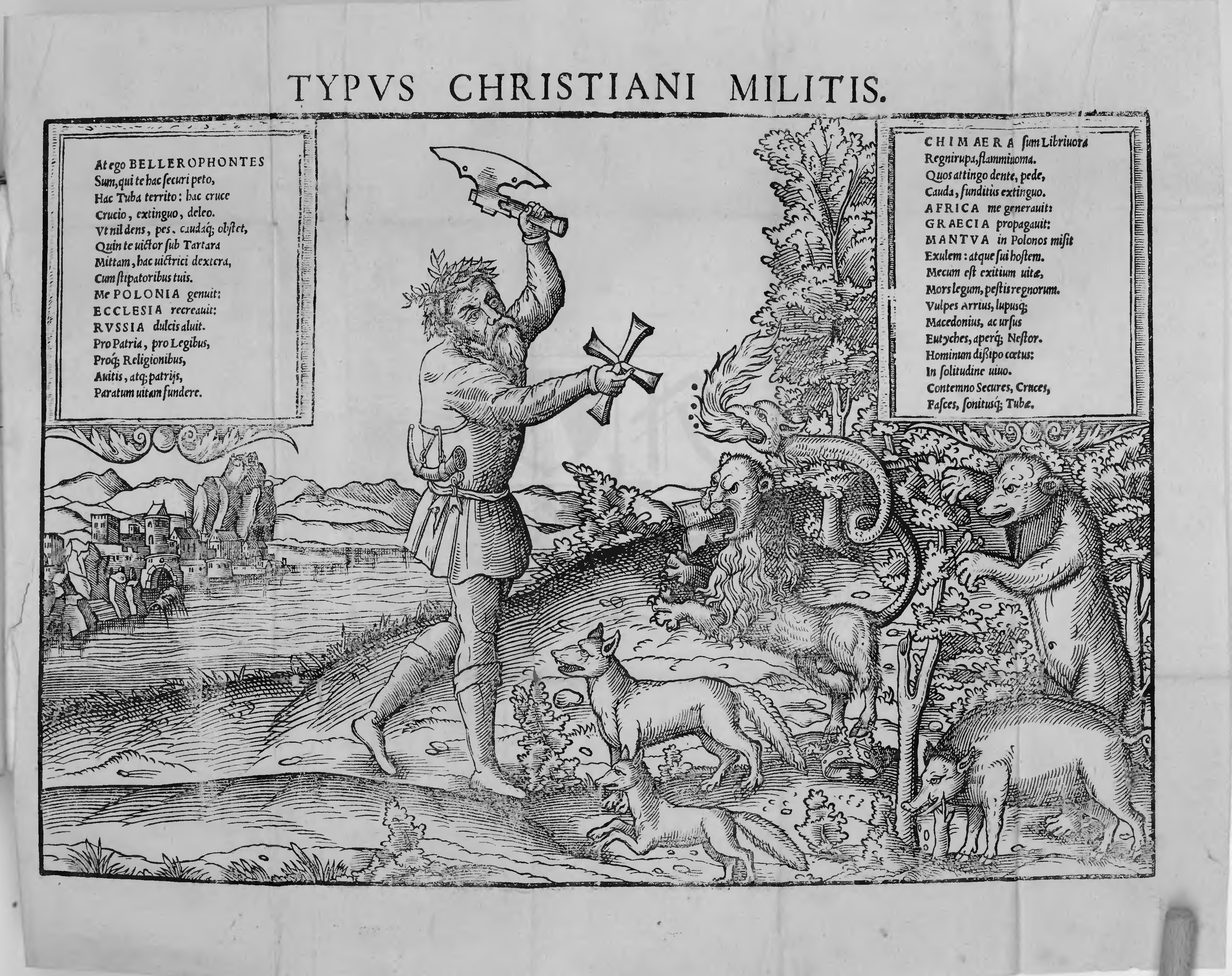
Żołnierz chrześcijański – rycina alegoryczna z dziełka Chimaera. Widoczne symbole herbowe rodziców Orzechowskiego: oksza i trąba

- Diatriba (...) co[n]tra calumniam ad Andream Miekicium tribunum ac equitem Rutenum (1548), wyd. Kraków, 1548
- List do papieża Juliusza III, 1551
- Fidei Catholicae Confessio (1552, 1561) [Wyznanie wiary powszechney krześciańskiey], wyd.: Kraków 1561; Kraków, 1562 tłum. pol. H. Krzyżanowskiego; Kolonia, 1563
- Panagyricus Nuptiarum Sigimundi Augusti Poloniae Regis (1553) [Wychwalnik weselny Zygmunta Augusta króla polskiego], wyd. Kraków 1553; Wrocław, 1826 tłum. pol. Włyńskiego
- Annales [Kroniki Polskie] – dzieło historyczne (1554), wydane: Dobromil, 1611; Gdańsk, 1643; Lipsk, 1712; Kraków, 1767 tłum. pol.; Warszawa, 1805 tłum. pol.; Wrocław, 1826; Poznań, 1854; 1856 Sanok tłum. pol.
- Panegyricus Nuptiarum Ioannis Christophori Tarnovii Comitis (1558) wyd. [Panegyricus Nuptiarum Ioannis Christophori Tarnovii Comitis Kraków, 1558]
- Chimaera sive de Stancari funesta Regno Poloniae secta (1560), wyd.: Kraków 1562; Kolonia 1563
- Opowiadanie upadku przyszłego polskiego (1560), wyd. Warszawa 1901
- Żywot i śmierć Jana Tarnowskiego, Hetmana Wielkiego Koronnego (1561), wyd.: Warszawa 1773 z biografią Orzechowskiego skreśloną przez Franciszka Bohomolca; Sanok 1855
- Quincunx to jest Wzór Korony Polskiej (w jęz. pol.) (1563) wyd.: Kraków, 1564; Kraków, 1858; Kraków, 1921;
- Dyalog albo Rozmowa około Exequucyey Polskiey Korony (1563), wyd.: Kraków, 1563; Kraków, 1858; Kraków, 1921;
- Policya Królestwa Polskiego na kształt Aristotelesowych Polityk wypisana (1566), wyd. Poznań, 1859; Kraków, 1859

## Powiązania rodzinne

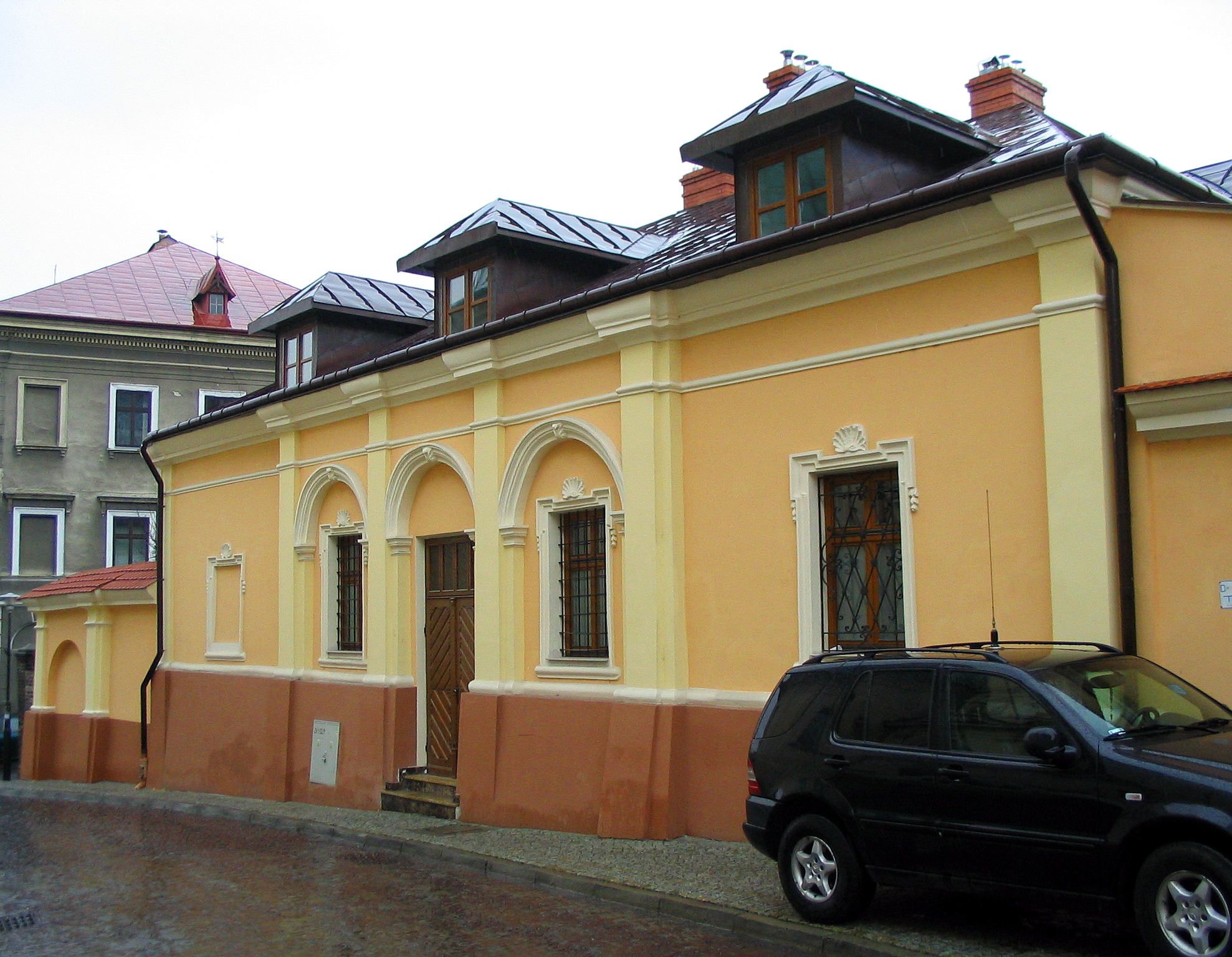
Dworek Stanisława Orzechowskiego w Przemyślu

- Syn – Andrzej (zm. 1600), był starostą w Laiuse.
- Brat cioteczny Jan Drohojowski był biskupem włocławskim .
- Brat stryjeczny Walenty Orzechowski był sędzią przemyskim.